# CREB Bruxelles
CREB Bruxelles – belgijski klub szachowy z siedzibą w Brukseli, pięciokrotny mistrz kraju.

## Historia
Od 1891 roku z inicjatywy hrabiego Rodolphe'a Schaffgotscha lub Eugène'a Péchera w Brukseli spotykała się grupa szachistów. Oficjalnie klub szachowy pod nazwą CE Bruxelles powstał jednak w lutym 1895 roku, stając się tym samym najstarszym belgijskim klubem szachowym; pierwszym prezydentem klubu był Schaffgotsch. Początkowo rozgrywano partie korespondencyjne oraz mistrzostwa klubowe, których pierwszą edycję wygrał Pécher. Gościnnych symultan udzielali m.in. Dawid Janowski i Alphonse Goetz. W 1901 roku honorowym członkiem klubu został Emanuel Lasker. W latach 1905–1907 klub organizował międzynarodowy turnieju w Ostendzie (wygrywali go Géza Maróczy, Carl Schlechter i Siegbert Tarrasch). W 1920 roku klub był współzałożycielem Koninklijke Belgische Schaakbond. Rok później CE Bruxelles zorganizował pierwszą edycję oficjalnych mistrzostw Belgii pod egidą KBSK (wcześniej organizował także mistrzostwa nieoficjalne). W 1923 roku zespół uczestniczył w pierwszym sezonie mistrzostw Belgii. Kadrę drużyny stanowili wówczas Max Nebel, Marcel Barzin, Marcel Lenglez, Maurice Kraitchik i Jules de Lannoy. Klub zajął wówczas piąte miejsce w lidze. W 1925 roku CE Bruxelles zdobył wicemistrzostwo Belgii, ulegając jedynie Maccabi Antwerpia. Dwa lata później klub zajął trzecie miejsce.
W 1934 roku nastąpiło połączenie klubu z brukselskim Cercle Philidor, w efekcie czego powstał CE Bruxelles et Philidor. W 1935 roku zespół zdobył mistrzostwo Belgii z takimi zawodnikami w składzie, jak Boruch Dyner, Frits Van Seters, Issy Shernetsky, Reinhard Cherubim i Marcel Defosse. W 1936 roku klub zajął drugie miejsce w mistrzostwach kraju, a sezon później – trzecie. W 1939 roku uzyskano drugi tytuł mistrzowski. W 1947 roku zespół zdobył tytuł mistrzowski. W 1950 roku nadano klubowi status królewski. W sezonie 1956 zespół uzyskał mistrzostwo Belgii. W latach 1957–1958 zajmowano drugie miejsce w lidze. W sezonach 1963–1964 klub ponownie był drugi w krajowych rozgrywkach, osiągnięcie to powtórzono w roku 1969.
W 1973 roku klub połączył się z Echiquier Bruxellois, przyjmując wówczas nazwę Cercle Royal Echiquier de Bruxelles. W 1990 roku CREB zdobył mistrzostwo kraju. W sezonie 1991/1992 zespół był zgłoszony do Pucharu Europy, jednak oddał walkowerem mecz pierwszej rundy z angielskim Wood Green Chess Club. Sezon 1993/1994 zakończył się dla CREB spadkiem z pierwszej ligi belgijskiej. W drugiej połowie lat 90. klub ponownie występował w Division 1, kończąc ligę na czwartym miejscu w 1999 roku; zawodnikami klubu byli wówczas m.in. Wołodymyr Bakłan i Richard Polaczek. W sezonie 1999/2000 nastąpił spadek CREB do Division 2. W 2023 roku CREB spadł do trzeciej ligi. Rok później zespół powrócił na drugi poziom rozgrywek.